# Renegades of Funk
Renegades of Funk è un singolo di Afrika Bambaataa, registrato con i Soulsonic Force nel 1983. È stato successivamente incluso nella compilation Planet Rock: The Album del 1986.
Il testo è fortemente politicizzato e mira a paragonare i rivoluzionari bohémien del passato con gli artisti di strada del tempo.

## Lista tracce
12"
Lato A
1. Renegades of Funk (Vocal) - 6:44
2. Renegades of Chant - 7:40

Lato B
1. Renegades of Funk (Instrumental) - 6:20

## Cover
La canzone è stata riproposta come cover dai Rage Against the Machine nel 2000 all'interno del loro album Renegades. A causa però dello scioglimento della band avvenuto subito prima della pubblicazione, il video che è stato prodotto è composto solamente da un montaggio di esibizioni della band e di eventi promossi da associazioni in difesa dei diritti civili. Non è stata suonata dal vivo fino al 2007, alla reunion avvenuta al Coachella Festival.

### Lista tracce
1. Renegades of Funk (Radio Edit) 3:54
2. Renegades of Funk (Album Version) 4:35